# Brandhill
Brandhill – osada w Anglii, w hrabstwie Shropshire. Leży 36 km na południe od miasta Shrewsbury i 211 km na północny zachód od Londynu.